# 久米島守備隊住民虐殺事件

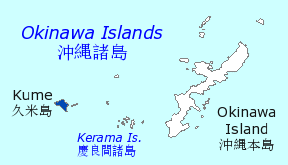
沖縄県における久米島の位置

久米島守備隊住民虐殺事件（くめじましゅびたいじゅうみんぎゃくさつじけん）は、太平洋戦争時における沖縄戦の最中から終戦後に発生した、日本海軍守備隊による同島民の大量虐殺事件。久米島事件とも呼ばれる。
当時の責任者だった日本海軍通信隊の分遣隊の隊長であった鹿山正海軍兵曹長（事件当時32歳）は、戦後の1972年（昭和47年）にサンデー毎日のインタビューに応じ、処刑の事実を認める一方で、日本軍人として正当な行為であったと自らの正当性を主張した。
当時、久米島具志川村の村長であった濱川昌俊が残した日誌によれば、前任の分遣隊長と島民との間には和やかな交流があったが、鹿山兵曹長が隊長として赴任すると隊と島民との関係が一変した。村民を集めて演説を行ったが、そこに行った学校教諭が「こんな馬鹿なやつが久米島に来やがったか」と帰りに怒っていたという当時の子どもの証言がある。島民との間に壁を作り、一下士官でありながら、部隊長気取りで自らを神聖化し、隊員はじめ島民に対しても絶対服従を強いた。村長である濱川には一目置いていたが、村吏員に対しては聞く耳をかすどころではなかったという。なお、鹿山兵曹長は住民だけでなく、沖縄本島から脱出してきた日本兵に対しても「戦線離脱」を理由に処刑を命じていたようである。
大島幸夫著の『沖縄の日本軍』（新泉社刊）によれば、一家を殺害した理由について鹿山は、朝鮮人一般の反日的傾向から「こやつも将来日本を売ることになる」と危惧し、その旨を住民に説明した。
先のサンデー毎日のインタビューでは、「スパイ行為に対して厳然たる措置をとらなければアメリカ軍にやられるより先に島民にやられてしまう」とも語っていて、自らの行為の挙句に住民へ恐怖心を持ち、そこから来る自己都合的な動機であった節ものぞかせている。
いずれにしても、朝鮮人および久米島島民に対して深い疑心暗鬼の感情を現在も抱いている一連の発言に対して、当時の久米島にあった2つの村議会は鹿山個人に対する弾劾決議を採択したとされ、また虐殺された島民の遺族からも強い不快感が示されたという。

## 事件の概要
沖縄戦も終盤にさしかかった1945年6月、米軍はそれまで放置していた久米島を攻略するため、上陸作戦の2週間前に工作部隊が上陸し、情報収集のため住民の16歳の少年も含む男性2名（資料によっては3名とされており、途中で1名は自害したとされる）を拉致した。この男性らの情報から、島には日本海軍が久米島に設置した電探（レーダ）を管理運営する通信兵など数十名（男性はおよそ50人と回答したとされる）の部隊しか駐留していないことを知った米海兵隊は、上陸部隊の兵員を966人に減らしたという。拉致を知った鹿山は、彼らはスパイになるとして、家族も含めて住民の接触を厳禁、戻ってくれば軍に直ちに報告・連行するよう通達を出し、また、宣伝ビラを散布した場合は直ちに収集・取りまとめて軍に送付し、私有する者はスパイとみなして銃殺することを宣言した。
6月26日、米軍が上陸する。久米島分遣隊は武器弾薬に乏しく実戦部隊でなかったため、ほとんど組織的抵抗もできないまま山中に撤退し、久米島は占領された。久米島派遣軍を率いるE・L・ウッド・ウイルソン少佐はただちに占領業務のための久米島米軍政府を設置し、住民から島の村長と区長をあらたに指名するなど軍政府長官として久米島の行政を掌握した。
拉致された住民は6月26日の米軍の上陸時に解放されたともいう。分遣隊長の鹿山兵曹長は拉致被害者の青年を呼び出した。鹿山隊に属していた久米島出身の兵士仲原善助の手記によれば、青年は訊問に対し、米軍から処罰的なことがなかったこと、食べ物は肉や菓子もあり良かったこと、米軍に問われるまま日本軍は早く降伏した方が良いと思うと答えたこと等、正直に回答し、仲原をハラハラさせている。鹿山兵曹長はまず、6月27日にアメリカ軍に降伏勧告状をもっていくように命令されて部隊にやってきた久米島郵便局の電信保守係（郵便局長という説もあり）であった安里を銃殺刑に処した。6月29日には拉致された青年とその家族、さらに連絡を入れなかったことで責任者として区長の小橋川と区警防団長の糸数盛保等9人を銃剣で突き殺し、その遺体を家屋ごと焼いた。前述の中原は、９人は縛りあげられた上で鹿山が１人の指揮者に合図させて9人の兵士に一斉に処刑させたことを翌日、聞いている。住民はスパイと疑われば家族ごと皆殺しにされると理解した。日本軍のほうが恐ろしく、焼け跡から遺骨も拾うこともできなかったと語る親族もいる。前述の郵便局員の妻は親族に累が及ぶのを恐れて家出、入水自殺した。
兵曹長による刑罰は続き、部下の兵士と義勇兵を「斬込隊」としてアメリカ軍に特攻させ、生きて帰ってきた部下を「処刑」した。また、アメリカ軍からの投降を呼びかけるビラを持っていたり、投降しようとした者についてもスパイもしくは利敵行為（戦前の刑法では罪となった）であるとして処刑を行った。兵曹長は守備隊の最高司令官として徹底抗戦の構えをみせ、山にこもって戦うように住民に指示し、従わないものは処刑すると警告したことが元村長の日記に記されている。住民の中には鹿山と共に山に立てこもった者も少なくなかったが、戦況はアメリカ軍有利であることが明白であり、またアメリカ軍は「（山から出て）帰宅しないと山を掃討する」と伝達されていたうえ、実際に久米島の実務はアメリカ軍政府が掌握しており、住民の多くはその命令に従わなかったという。なお、当時の島には3000戸の住宅と7073名の労働人口があったという。
守備隊は8月18日には久米島出身の海軍兵の仲村渠（なかんだかり）明勇一家4名を処刑した。沖縄本島で米軍の捕虜となった仲村渠は、米軍の久米島での艦砲射撃の計画を知ってやめさせ、代わりに米軍の案内役として久米島に戻り、壕にこもる島民に村に戻るよう説いて回り、多くの命を救った恩人とされる。が、日本兵らは「あいつ、何とかして殺してやりたい」と騒ぎ、住民からも密告が部隊に寄せられるようになっていた。危険を感じた仲村渠は、知人に助けを求めて魚を３匹下げて頼みに来たが、知人も近辺の警察を懼れ、断るしかなかった。その夜、仲村渠は隠れ家で妻と２歳の乳児（本人、妻シゲ、1歳の長男の3人という説もある）とともに殺され、家を焼かれた。乳児は片足を持ってぶら下げ、日本刀で切って火の中に投げ込んだという。さらに、鹿山隊長は島の16歳の少女を連れて逃げまわる一方で、具志川村字上江洲に住むくず鉄集めで生計を立てていた朝鮮人谷川昇（朝鮮名:具 仲会 ク·チュンフェ）一家7人を住民と部下に命令して8月20日に惨殺した。米軍駐屯地の近くにいたのを村人にみられ通報されたことが原因だったとみられる。妻ウタは前々から自作の踊りで軍贔屓の態度を示す等していたが、結局、村人にとってはよそ者だった。この8月20日の処刑には地区の住民も命令に従い協力したという。殺しに来るとの知らせを受けて、友人の家に逃げ込み、隠れていた谷川を引きずり出し、首に縄をかけて地面を引きずっていき、最終的に絞め殺し、護岸から突き落とした。谷川に取りすがって泣く幼子には刀を振り下ろして殺害している。その後、谷川の自宅に行くと、妻ウタがいた。ウタは、乳飲み子を背負って長男とともに逃げたが、結局つかまり殺害された。再び、谷川の自宅に戻ると、2人の娘がいたので、お父さん・お母さんに会わせると言って連れ出し、殺害して雑木林に遺体を遺棄した。これらの行為は日本が降伏した8月15日以降の出来事であった。そのため、海軍刑法が禁ずる停戦命令後の私的戦闘の疑いもある。
米軍との接触を理由に虐殺予定者はさらに増えていて、9月9日にはあらたな虐殺が予定されていた。しかし、すでに昭和天皇による玉音放送で『終戦詔書』が伝達されている事実を知らされたこともあり、9月7日、守備隊も全面的に降伏した。最終的に守備隊が処刑した住民の数は、5件で22人（一説では29人）となる。また守備隊のなかでも、命令に服従しなかったとして3人が処刑された。そのなかには前述のように突撃命令での特攻から生還していた兵士も含まれる。
住民が密告して処刑者が出たこともあり、戦後も長らくこの件が語られることはなかった。しかし、沖縄復帰直前、『サンデー毎日』（1972年4月2日号）が事件を報じる。鹿山と犠牲者遺族・関係者は会見、模様は1972年4月4日放送のTBSテレビ系『モーニングジャンボ』で報じられた。鹿山は、国民は兵と同じ、敵に好意を寄せる者は断固たる処置をとった、信念をもって処刑したと、平然と語り、憤激をかった。これに対し、さらに、鹿山は「軍隊として軍人としてとった措置には士官としての責任は全部負いたいと語ったのが報道では不遜な態度と伝えられた」と語ったが、勿論この責任云々は口先だけのことで、鹿山が責任を何か取ることはなかった。

## 住民虐殺の問題性
鹿山が朝日新聞に語ったインタビューにこの時の心情が垣間見える。また7月までには陸軍がくるはずと認識していることがうかがえるため、彼はすでに6月23日に沖縄戦が終結したことを知らなかった可能性もある。
1948年になって事件の遺族がGHQや米軍担当機関、糸満警察署に告発状を提出したが、米軍側は国外問題であることから取り上げず、糸満警察署も一応久米島に捜査員を派遣したものの立件するだけの証拠は得られなかった。結局これら一連の虐殺事件は、終戦直後の混乱と日本政府からの管轄権分離という非常事態もあり、一切の刑事訴追を受けていない。そのため、事実上のクーデター未遂事件である宮城事件と同様に誰も罰せられることはなかった。
海軍刑法(明治四十一年法律第四十八号)の第1条は「本法ハ海軍軍人ニシテ罪ヲ犯シタル者ニ之ヲ適用ス」としており、一般日本人には適用されないと明記されている。また処刑するにしても軍法会議を経たうえで第16条は「海軍ニ於テ死刑ヲ執行スルトキハ海軍法衙ヲ管轄スル長官ノ定ムル場所ニ於テ銃殺ス」としており、一定の法的手続きを要求している。また日本国内でスパイとして処刑されたリヒャルト・ゾルゲは治安維持法等違反で処刑されたが、一般の刑事裁判で裁かれており、外地の戦場における占領地住民と同じように、内地であった沖縄県で分遣隊長の判断で処刑する権限は無い。
元兵曹長は軍法会議で処刑を決めず「住民からの密告」から判断して処刑したことについて、「われわれの部隊は少人数で大部隊のように軍法会議を開いてそういう細ごまとした配慮をするヒマはなかった」と語っている。実際に、軍法会議は大戦末期には戦場で孤立化した部隊が続出したことから法務官不在でも開廷された例もあり、少尉以上の士官が3人集まれば軍法会議をすぐ開催することができたうえに、戦時においては民間人にも特定の犯罪に関しては処断できるとされていた。そのため一般人にも適用された可能性もある。
また、海軍刑法22条の3で「軍事上ノ機密ヲ敵国ニ漏泄スルコト」（スパイ）と22条4では「敵国ノ為ニ嚮導ヲ為シ又ハ地理ヲ指示スルコト」は「罪」と規定されており、それに対する刑罰は20条で「首魁（首謀者）ハ死刑」と規定されているほか、そのほか謀議に入ったものも「死刑、無期若ハ五年以上ノ懲役又ハ禁錮ニ処シ」とするなど重罰が規定されていた。そのため大部隊のように少尉以上の士官が3人（それよりも少なくても即決で処刑が決められた場合も否定はできないが）集まれば軍法会議をすぐ開催することができたため、住民に対するスパイ容疑での処刑があった可能性がある。しかし久米島においては守備隊長の最高位が兵曹長であり尉官より下の下士官であった。そのため久米島では軍法会議の開催は事実上不可能であったといえるため、兵曹長に住民を処刑する権限はなかった。そのため、守備隊が住民を処刑することは、人道上の問題だけでなく、軍規にすら違反する行為であった。

## 備考
- 宇江城岳にあった鹿山隊の兵舎や監視所はアメリカ軍に占領されて接収され、1945年ごろから米軍のレーダー基地 (久米島航空通信施設) となった。米軍基地は1973年に航空自衛隊に移管され、久米島分屯基地となっている。
- 日本テレビ製作の『NNNドキュメント』で、2004年8月8日に『逃亡兵の遺言』で久米島に沖縄本島から逃れてきた元日本兵であった渡辺憲央（日刊工業新聞カメラマン）の証言が放送された。これによると守備隊は「疑心暗鬼にかられ島民に凶刃を振り下ろす殺戮部隊」であったと指摘していた。